# Luis Aragonés
Luis Aragonés Suárez (ur. 28 lipca 1938 w Hortalezie, zm. 1 lutego 2014 w Madrycie) – hiszpański trener piłkarski, wcześniej piłkarz. Na przełomie lat 60. i 70. był jednym z najlepszych zawodników Atlético Madryt, który w tamtym okresie osiągał swoje największe sukcesy. Po zakończeniu kariery sportowej sześciokrotnie prowadził klub z Madrytu, zdobywając z nim wszystkie najważniejsze laury w lidze hiszpańskiej. Od lipca 2004 był selekcjonerem reprezentacji Hiszpanii, którą doprowadził do 1/8 finału Mistrzostw Świata 2006 oraz do zwycięstwa w Mistrzostwach Europy 2008. Ostatnim klubem Aragonésa, który prowadził jako trener był turecki Fenerbahçe SK.

## Kariera piłkarska
Był jednym z najskuteczniejszych ofensywnych pomocników w lidze hiszpańskiej. Zaczynał sportową przygodę w Getafe CF, przez trzy sezony był również zawodnikiem Realu Madryt, ale szefowie klubu nie poznali się na jego talencie i nie pozwolili na debiut w pierwszej drużynie.
Kiedy miał 26 lat podpisał kontrakt z Atlético Madryt, gdzie wyrósł na jedną z gwiazd Primera División. Był specjalistą od stałych fragmentów gry i liderem drużyny, która na przełomie lat 60. i 70. trzykrotnie triumfowała w rozgrywkach o mistrzostwo kraju, a w sezonie 1973/1974 dotarła do finału Pucharu Mistrzów, w którym przegrała w dwumeczu (1:1 – strzelił w tym spotkaniu bramkę – i 0:4) z Bayernem Monachium.
W ciągu jedenastu lat rozegrał dla Atlético 265 meczów w lidze, w których zdobył 123 gole. Aragonés, którego madryccy kibice nazywali po prostu Luis, zakończył piłkarską karierę w wieku 37 lat.

## Sukcesy piłkarskie
- mistrzostwo Hiszpanii 1966, 1970 i 1973, Puchar Hiszpanii 1965 i 1972, finał Pucharu Mistrzów 1974 oraz Puchar Interkontynentalny 1974 z Atlético Madryt
- W 1970 jako zawodnik Atlético Madryt z liczbą 16 goli został królem strzelców Primera División.

W reprezentacji Hiszpanii od 1965 do 1972 rozegrał 12 meczów i strzelił 3 gole. W hiszpańskiej Primera División rozegrał 370 meczów i strzelił 172 gole.

## Kariera trenerska
Mimo iż w ciągu ponad trzydziestoletniej kariery szkoleniowej prowadził osiem różnych zespołów z Primera División, najbardziej znany jest z pracy w Atlético Madryt. Pracował w tym klubie sześciokrotnie, zdobywając z nim wszystkie najważniejsze krajowe laury. Ponadto w 1986 doprowadził go do pierwszego od 1974 finału europejskich pucharów (porażka 0:3 z Dynamem Kijów w Pucharze Zdobywców Pucharów), a w 2002, po dwuletniej przerwie, wprowadził ponownie do pierwszej ligi.
Był także trenerem FC Barcelona, z którym triumfował w rozgrywkach o Puchar Hiszpanii, trzykrotnie Realu Betis, RCD Espanyol, Sevilli FC, Valencii CF, Realu Oviedo i ostatnio dwa razy RCD Mallorca.
Po Euro 2004 66-letni Aragonés zastąpił Iñakiego Sáeza na stanowisku selekcjonera reprezentacji Hiszpanii. Mimo iż do Mundialu 2006 drużyna awansowała dopiero po barażach (5:1 i 1:1 ze Słowacją), to od czasu mistrzostw Europy do 27 czerwca 2006 nie zanotowała porażki. Pierwszą przegraną w roli selekcjonera Aragones zaliczył w drugiej rundzie mistrzostw świata, kiedy jego drużyna uległa 1:3 Francji i odpadła z turnieju. Do tego meczu jego bilans przedstawiał się następująco: 24 mecze, 16 zwycięstw – 8 remisów – 0 porażek.
Aragonés wprowadził do drużyny szereg młodych zawodników (m.in. Davida Villę, Sergio Ramosa, Cesca Fàbregasa i Andrésa Iniestę). Za jego kadencji z drużyną narodową pożegnał się natomiast Raúl, odsunięty od kadry po przegranym 2:3 meczu eliminacji Euro 2008 z Irlandią Północną, rozegranym we wrześniu 2006.
W 2008 Aragonés doprowadził reprezentację Hiszpanii do zwycięstwa w Mistrzostwach Europy. W finałowym meczu Hiszpanie pokonali 1:0 Niemców. Zwycięstwo drużyny Aragonésa jest pierwszym zwycięstwem hiszpańskiej kadry narodowej w rozgrywkach międzynarodowych seniorów od czasu wygranej w Mistrzostwach Europy w 1964
W sezonie 2008/2009 był trenerem tureckiego klubu Fenerbahçe SK. Po meczu w finale Pucharu Turcji 13 maja 2009 roku z Besiktasem przegranym 2:4 przez Fenerbahçe, trener został zwolniony przez prezesa klubu. Jako przyczynę prezes podał niekorzystny wynik w finale i niesatysfakcjonującą grę w lidze.

## Sukcesy trenerskie
- mistrzostwo Hiszpanii 1977, wicemistrzostwo Hiszpanii 1985, Puchar Hiszpanii 1976, 1985 i 1992, finał Pucharu Hiszpanii 1975 i 1987, Superpuchar Hiszpanii 1985, finał Pucharu Zdobywców Pucharów 1986 oraz awans do Primera División w sezonie 2001/2002 z Atlético Madryt
- Puchar Hiszpanii 1988 z FC Barcelona
- wicemistrzostwo Hiszpanii 1996 z Valencią
- 1/8 finału Mistrzostw Świata 2006 z reprezentacją Hiszpanii
- Mistrzostwo Europy 2008 z reprezentacją Hiszpanii